# Doris Reisinger
Doris Reisinger, de soltera Doris Wagner (Ansbach,1983) es una ex monja y filósofa, teóloga y escritora alemana.

## Biografía y trayectoria
Reisinger nació como Doris Wagner en Ansbach en 1983 y se unió a la comunidad religiosa católica Familia Spiritualis Opus (FOS) a la edad de 19 años. En 2008, cuando tenía 24 años, alegó que fue agredida sexualmente por el sacerdote austriaco Hermann Geissler, miembro tanto de FOS como de la Congregación para la Doctrina de la Fe (CDF). Geissler renunció a la CDF en enero de 2019 pero negó las acusaciones en su contra.
Dejó la orden en 2011 y terminó sus estudios de teología en 2014. Ese mismo año, publicó Nicht mehr ich. Die wahre Geschichte einer jungen Ordensfrau, su autobiografía, que relata sus experiencias como víctima de agresión sexual dentro de la Iglesia católica. Reisinger critica que las jerarquías de muchas religiones y comunidades de fe, como la Iglesia católica, subordinan a los individuos. Alega que estas comunidades a menudo solían proporcionar las condiciones ideales para facilitar el asalto por parte de los hombres de rango superior.
La investigación criminal realizada por la policía en Alemania y Austria contra su presunto violador no condujo a una condena. En Alemania, las autoridades cerraron el caso porque la conducta del sacerdote no cumplía con los criterios de un delito, mientras que en Austria el caso se cerró porque el sacerdote afirmó de manera convincente que su relación fue consentida.
Reisinger fue una de las cinco protagonistas del documental #Female Pleasure, dirigido por la cineasta suiza Barbara Miller y estrenado en el Festival de Locarno 2018. La película habla sobre la sexualidad en el siglo XXI desde la perspectiva de una mujer y sobre la continua represión de las mujeres en las estructuras patriarcales.

## Publicaciones
- Nicht mehr ich. Die wahre Geschichte einer jungen Ordensfrau. Edition a, Wien 2014, ISBN 978-3-99001-109-6.
- Con Klaus Mertes; Spriritueller Missbrauch in der katholischen Kirche. Herder, Freiburg 2019, ISBN 978-3-451-38426-4.